# Brohl-Lützing
Brohl-Lützing település Németországban, Rajna-vidék-Pfalz tartományban. Lakosainak száma 2533 fő (2023. december 31.).

## Népesség
A település népességének változása:
| Lakosok száma | 2684 | 2492 | 2487 | 2520 | 2511 | 2533 |
|               | 1975 | 2017 | 2019 | 2021 | 2022 | 2023 |